# PGC 26260
LEDA/PGC 26260, auch UGC 4913, ist eine Spiralgalaxie vom Hubble-Typ Sc im Sternbild Großer Bär am Nordsternhimmel. Sie ist schätzungsweise 107 Millionen Lichtjahre von der Milchstraße entfernt und hat einen Durchmesser von etwa 50.000 Lichtjahren.
Im selben Himmelsareal befinden sich unter anderem die Galaxien NGC 2800, PGC 26142, PGC 26246, PGC 2419611.